# Nearcha oxyptera
Nearcha oxyptera là một loài bướm đêm trong họ Geometridae.